# Louise Troy
Louise Troy (New York, 9 novembre 1933 – New York, 5 maggio 1994) è stata un'attrice statunitense.

## Biografia
Studiò all'Accademia americana di arti drammatiche e recitò in numerosi musical a Broadway, tra cui Pipe Dream (1955), Tovarich (1963: candidata al Tony Award alla miglior attrice non protagonista in un musical), High Spirits (1964; candidata al Tony Award alla miglior attrice non protagonista in un musical), Walking Happy (1967; candidata al Tony Award alla miglior attrice protagonista in un musical) e 42nd Street (1980).
È stata sposata due volte ed è morta di cancro al seno all'età di 60 anni.

## Filmografia parziale

### Cinema
- Appuntamento sotto il letto (Yours, Mine and Ours), regia di Melville Shavelson (1968)
- Un uomo a nudo (The Swimmer), regia di Frank Perry (1968)
- Ghostbusters II - Acchiappafantasmi II (Ghostbusters II), regia di Ivan Reitman (1989)

### Televisione
- Assistente sociale (East Side/West Side) – serie TV, episodio 1x19 (1964)
- Honey West – serie TV, episodio 1x14 (1965)
- I giorni di Bryan (Run for Your Life) – serie TV, episodio 1x19 (1966)
- Iron Horse – serie TV, episodio 2x04 (1967)
- Squadra speciale anticrimine (The Felony Squad) – serie TV, episodio 3x08 (1968)